# Rosales
Pour les articles homonymes, voir Rosales (homonymie).
Ordre
Classification APG III (2009)
Les Rosales sont un ordre de plantes dicotylédones.

## Caractéristiques
Les Rosales comprennent plantes herbacées annuelles à vivaces, des ligneuses (arbres et arbustes) mais pas de plantes aquatiques ni de parasites. Leurs feuilles sont souvent stipulées et divisées, leurs inflorescences de type cyme portent des fleurs hypogynes. Elles englobent surtout des familles présentant des réductions florales (pseudanthes). Seules les Rosaceae et les Rhamnaceae ont des fleurs parfaites (hétérochlamydes, dialypétales), encore que ces dernières soient parfois apétales.

## Systématique
En classification classique de Cronquist (1981) il regroupe 24 familles végétales :
- Alseuosmiacées
- Anisophylléacées
- Brunelliacées
- Bruniacées
- Byblidacées
- Céphalotacées
- Chrysobalanacées
- Columelliacées
- Connaracées
- Crassulacées (famille de l'orpin)
- Crossosomatacées
- Cunoniacées
- Davidsoniacées
- Dialypetalanthacées
- Eucryphiacées
- Greyiacées
- Grossulariacées (famille du groseillier)
- Hydrangeacées (famille de l'hortensia)
- Neuradacées
- Pittosporacées
- Rhabdodendracées
- Rosacées
- Saxifragacées
- Surianacées

En classification phylogénétique APG (1998) la circonscription était
- ordre Rosales
- : famille Barbeyaceae
- : famille Cannabaceae (famille du chanvre et du houblon)
- : famille Cecropiaceae
- : famille Celtidaceae
- : famille Dirachmaceae
- : famille Elaeagnaceae
- : famille Moraceae (famille du mûrier et des Ficus)
- : famille Rhamnaceae (famille de la bourdaine)
- : famille Rosaceae famille du rosier
- : famille Ulmaceae (famille de l'orme)
- : famille Urticaceae (famille de l'ortie)

En classification phylogénétique APG II (2003) et en classification phylogénétique APG III (2009) la circonscription est
- ordre Rosales Bercht. & J.Presl (1820)
- : famille Barbeyaceae Rendle (1916)
- : famille Cannabaceae Martinov (1820) (incl. Celtidaceae)
- : famille Dirachmaceae Hutch. (1959)
- : famille Elaeagnaceae Juss. (1789)
- : famille Moraceae Gaudich. (1835)
- : famille Rhamnaceae Juss. (1789)
- : famille Rosaceae Juss. (1789)
- : famille Ulmaceae Mirb. (1815)
- : famille Urticaceae Juss. (1789) (incl. Cecropiaceae)

### Phylogénie
L'arbre phylogénétiquesuivant est issu d'une analyse cladistique de l'ADN publiée en 2011.
|  | Elaeagnaceae                                                 |
|  |                                                              |
|  | \| \| Barbeyaceae \| \| \| \| \| \| Dirachmaceae \| \| \| \| |
|  |                                                              |
|  | Barbeyaceae                                                  |
|  |                                                              |
|  | Dirachmaceae                                                 |
|  |                                                              |

|  | Barbeyaceae  |
|  |              |
|  | Dirachmaceae |
|  |              |

|  | Elaeagnaceae                                                 |
|  |                                                              |
|  | \| \| Barbeyaceae \| \| \| \| \| \| Dirachmaceae \| \| \| \| |
|  |                                                              |
|  | Barbeyaceae                                                  |
|  |                                                              |
|  | Dirachmaceae                                                 |
|  |                                                              |

|  | Barbeyaceae  |
|  |              |
|  | Dirachmaceae |
|  |              |

|  | Cannabaceae                                             |
|  |                                                         |
|  | \| \| Moraceae \| \| \| \| \| \| Urticaceae \| \| \| \| |
|  |                                                         |
|  | Moraceae                                                |
|  |                                                         |
|  | Urticaceae                                              |
|  |                                                         |

|  | Moraceae   |
|  |            |
|  | Urticaceae |
|  |            |

|  | Cannabaceae                                             |
|  |                                                         |
|  | \| \| Moraceae \| \| \| \| \| \| Urticaceae \| \| \| \| |
|  |                                                         |
|  | Moraceae                                                |
|  |                                                         |
|  | Urticaceae                                              |
|  |                                                         |

|  | Moraceae   |
|  |            |
|  | Urticaceae |
|  |            |

|  | Elaeagnaceae                                                 |
|  |                                                              |
|  | \| \| Barbeyaceae \| \| \| \| \| \| Dirachmaceae \| \| \| \| |
|  |                                                              |
|  | Barbeyaceae                                                  |
|  |                                                              |
|  | Dirachmaceae                                                 |
|  |                                                              |

|  | Barbeyaceae  |
|  |              |
|  | Dirachmaceae |
|  |              |

|  | Elaeagnaceae                                                 |
|  |                                                              |
|  | \| \| Barbeyaceae \| \| \| \| \| \| Dirachmaceae \| \| \| \| |
|  |                                                              |
|  | Barbeyaceae                                                  |
|  |                                                              |
|  | Dirachmaceae                                                 |
|  |                                                              |

|  | Barbeyaceae  |
|  |              |
|  | Dirachmaceae |
|  |              |

|  | Cannabaceae                                             |
|  |                                                         |
|  | \| \| Moraceae \| \| \| \| \| \| Urticaceae \| \| \| \| |
|  |                                                         |
|  | Moraceae                                                |
|  |                                                         |
|  | Urticaceae                                              |
|  |                                                         |

|  | Moraceae   |
|  |            |
|  | Urticaceae |
|  |            |

|  | Cannabaceae                                             |
|  |                                                         |
|  | \| \| Moraceae \| \| \| \| \| \| Urticaceae \| \| \| \| |
|  |                                                         |
|  | Moraceae                                                |
|  |                                                         |
|  | Urticaceae                                              |
|  |                                                         |

|  | Moraceae   |
|  |            |
|  | Urticaceae |
|  |            |

|  | Elaeagnaceae                                                 |
|  |                                                              |
|  | \| \| Barbeyaceae \| \| \| \| \| \| Dirachmaceae \| \| \| \| |
|  |                                                              |
|  | Barbeyaceae                                                  |
|  |                                                              |
|  | Dirachmaceae                                                 |
|  |                                                              |

|  | Barbeyaceae  |
|  |              |
|  | Dirachmaceae |
|  |              |

|  | Elaeagnaceae                                                 |
|  |                                                              |
|  | \| \| Barbeyaceae \| \| \| \| \| \| Dirachmaceae \| \| \| \| |
|  |                                                              |
|  | Barbeyaceae                                                  |
|  |                                                              |
|  | Dirachmaceae                                                 |
|  |                                                              |

|  | Barbeyaceae  |
|  |              |
|  | Dirachmaceae |
|  |              |

|  | Cannabaceae                                             |
|  |                                                         |
|  | \| \| Moraceae \| \| \| \| \| \| Urticaceae \| \| \| \| |
|  |                                                         |
|  | Moraceae                                                |
|  |                                                         |
|  | Urticaceae                                              |
|  |                                                         |

|  | Moraceae   |
|  |            |
|  | Urticaceae |
|  |            |

|  | Cannabaceae                                             |
|  |                                                         |
|  | \| \| Moraceae \| \| \| \| \| \| Urticaceae \| \| \| \| |
|  |                                                         |
|  | Moraceae                                                |
|  |                                                         |
|  | Urticaceae                                              |
|  |                                                         |

|  | Moraceae   |
|  |            |
|  | Urticaceae |
|  |            |

|  | Elaeagnaceae                                                 |
|  |                                                              |
|  | \| \| Barbeyaceae \| \| \| \| \| \| Dirachmaceae \| \| \| \| |
|  |                                                              |
|  | Barbeyaceae                                                  |
|  |                                                              |
|  | Dirachmaceae                                                 |
|  |                                                              |

|  | Barbeyaceae  |
|  |              |
|  | Dirachmaceae |
|  |              |

|  | Elaeagnaceae                                                 |
|  |                                                              |
|  | \| \| Barbeyaceae \| \| \| \| \| \| Dirachmaceae \| \| \| \| |
|  |                                                              |
|  | Barbeyaceae                                                  |
|  |                                                              |
|  | Dirachmaceae                                                 |
|  |                                                              |

|  | Barbeyaceae  |
|  |              |
|  | Dirachmaceae |
|  |              |

|  | Cannabaceae                                             |
|  |                                                         |
|  | \| \| Moraceae \| \| \| \| \| \| Urticaceae \| \| \| \| |
|  |                                                         |
|  | Moraceae                                                |
|  |                                                         |
|  | Urticaceae                                              |
|  |                                                         |

|  | Moraceae   |
|  |            |
|  | Urticaceae |
|  |            |

|  | Cannabaceae                                             |
|  |                                                         |
|  | \| \| Moraceae \| \| \| \| \| \| Urticaceae \| \| \| \| |
|  |                                                         |
|  | Moraceae                                                |
|  |                                                         |
|  | Urticaceae                                              |
|  |                                                         |

|  | Moraceae   |
|  |            |
|  | Urticaceae |
|  |            |